# 이루 케차노비
이루 케차노비(ირინა ხეჩანოვი, 2000년 12월 3일 ~ )는 조지아, 아르메니아의 가수, 작곡가이다. 조지아 걸 그룹 캔디(Candy)의 멤버이다. 2023 유로비전 송 콘테스트 조지아 대표 참가자이다. 음악 경연 프로그램 《더 보이스 조지아》 시즌 5에서 우승한 경력이 있다.